# Rodoferroviária de Brasília
A Rodoferroviária, foi planejada inicialmente em 1956 como uma estação ferroviária de ponta de linha do Ramal de Brasília da Estrada de Ferro Goiás, no lugar do antigo Aeroporto de Vera Cruz, em Brasília. Foi inaugurada em 1976 como estação ferroviária, mas devido a baixa utilização por passageiros, foi reinaugurada em 1981 sendo também uma rodoviária interestadual, passando a chamar-se Rodoferroviária de Brasília. Em 2010, foi desativada para passageiros e atualmente abriga a Secretaria de Justiça do Distrito Federal.

## Histórico
Planejada por Lúcio Costa no Plano Piloto de Brasília em 1956, começou a ser construída nos anos 70, pela Rede Ferroviária Federal (RFFSA). Em 1976 estava pronta, mas sem uso, no meio do nada. Só começou a ser utilizada, de fato, depois que o governo local passou a utilizá-la como terminal de ônibus interestaduais, passando a ser chamada de "Rodoferroviária". 
Tornou-se o principal terminal rodoviário para linhas interestaduais no Distrito Federal entre 1981 e 2010, pois com a inauguração da nova Rodoviária Interestadual de Brasília, o prédio da Rodoferroviária deixou de receber os ônibus interestaduais. 
A estação ferroviária atendeu aos trens de passageiros de longo percurso que interligavam Brasília a Campinas, de onde se permitia integração com a FEPASA. Essa função se deu até o fim do "trem para Brasília" (também conhecido como Trem Bandeirante), em 1992. Atualmente, transporta-se somente cargas, como grãos e combustíveis para Goiânia e São Paulo, pela linha férrea da antiga RFFSA. Estuda-se criar um trem regional interligando Brasília a Luziânia.
O prédio que por alguns anos ficou desativado, pertencente à União, atualmente abriga a sede operacional da Polícia Penal do Distrito Federal, a Secretaria de Justiça do Distrito Federal (SEJUS) e a Agência Reguladora de Águas, Energia e Saneamento Básico do Distrito Federal (ADASA).